# 穆尼思 (密歇根州)
穆尼思（英語：Munith）是位於美國密歇根州傑克遜縣亨利埃塔鎮區及滑鐵盧鎮區的一個非建制地區。

## 地理
穆尼思所處的海拔為高於海平面287米（即942英呎），而該地所採用的時區為UTC-5，即北美东部時區（EST）。同時該地設有夏令時間，為UTC-5調快一小時，即UTC-4（EDT）。